# Venusia (zoologia)
Venusia Curtis, 1839 è un genere di Lepidotteri appartenente alla famiglia Geometridae, diffuso in Eurasia e America Settentrionale.

## Descrizione

### Adulto
Le ali anteriori mostrano colorazioni pallide e peculiari disegni bruno-grigiastri. Nella maggior parte delle specie le ali posteriori hanno colorazione uniforme. Il margine esterno presenta lunule scure, particolarmente evidenti nei varianti melanici.

Le antenne sono pennate nei maschi. Per il resto i sessi sono simili (Carter, 1993).

### Larva
I bruchi di questo taxon sono glabri con una colorazione di fondo verde brillante, e possono presentare macchie rossastre lungo i lati (Carter, 1993).

## Distribuzione e habitat
La distribuzione è olartica, con specie che vanno dagli Stati Uniti all'Europa, fino alla Siberia ed al Giappone (Carter, 1993).
L'habitat corrisponde di regola alle pianure e alle foreste temperate, ma alcune specie possono spingersi fino al limitare della tundra.

## Biologia
Gli adulti hanno attività prettamente crepuscolare e/o notturna (Leraut, 1992).

### Periodo di volo
Nella fascia più settentrionale dell'areale (Canada, Scandinavia, Siberia) le specie tendono ad essere univoltine, mentre a latitudini meno estreme possono essere bivoltine.

### Alimentazione
I bruchi attaccano le foglie di piante di vari generi, tra cui:
- Alnus (fam. Betulaceae)
- Malus (fam. Rosaceae)
- Sorbus (fam. Rosaceae)
- Ulmus (fam. Ulmaceae)
- Vaccinium (fam. Ericaceae)

## Tassonomia

### Generi
Il genere si suddivide in varie specie, tra cui:
- Venusia blomeri (Curtis, 1832)
- Venusia cambrica Curtis, 1839
- Venusia comptaria (Walker, 1860)
- Venusia duodecemlineata (Packard, 1873)
- Venusia laria (Oberthür, 1893)
- Venusia lineata (Wileman, 1916)
- Venusia megaspilata (Warren, 1895)
- Venusia obliquisigna (Moore, 1888) - specie tipo: Cidaria obliquisigna Moore, 1888
- Venusia obsoleta (Swett, 1916)
- Venusia pearsalli (Dyar, 1906)
- Venusia phasma (Butler, 1879)
- Venusia semistrigata (Christoph, 1881)

### Sinonimi
Sono stati riportati due sinonimi:
- Discoloxia Warren, 1895
- Nomenia Pearsall, 1905

## Iconografia

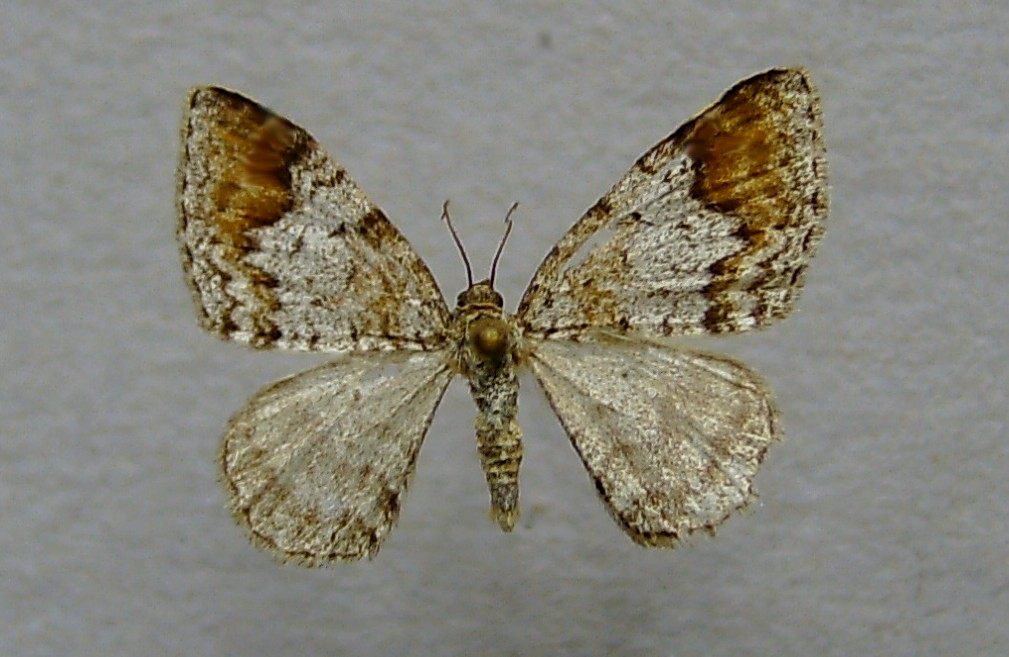
Venusia blomeri
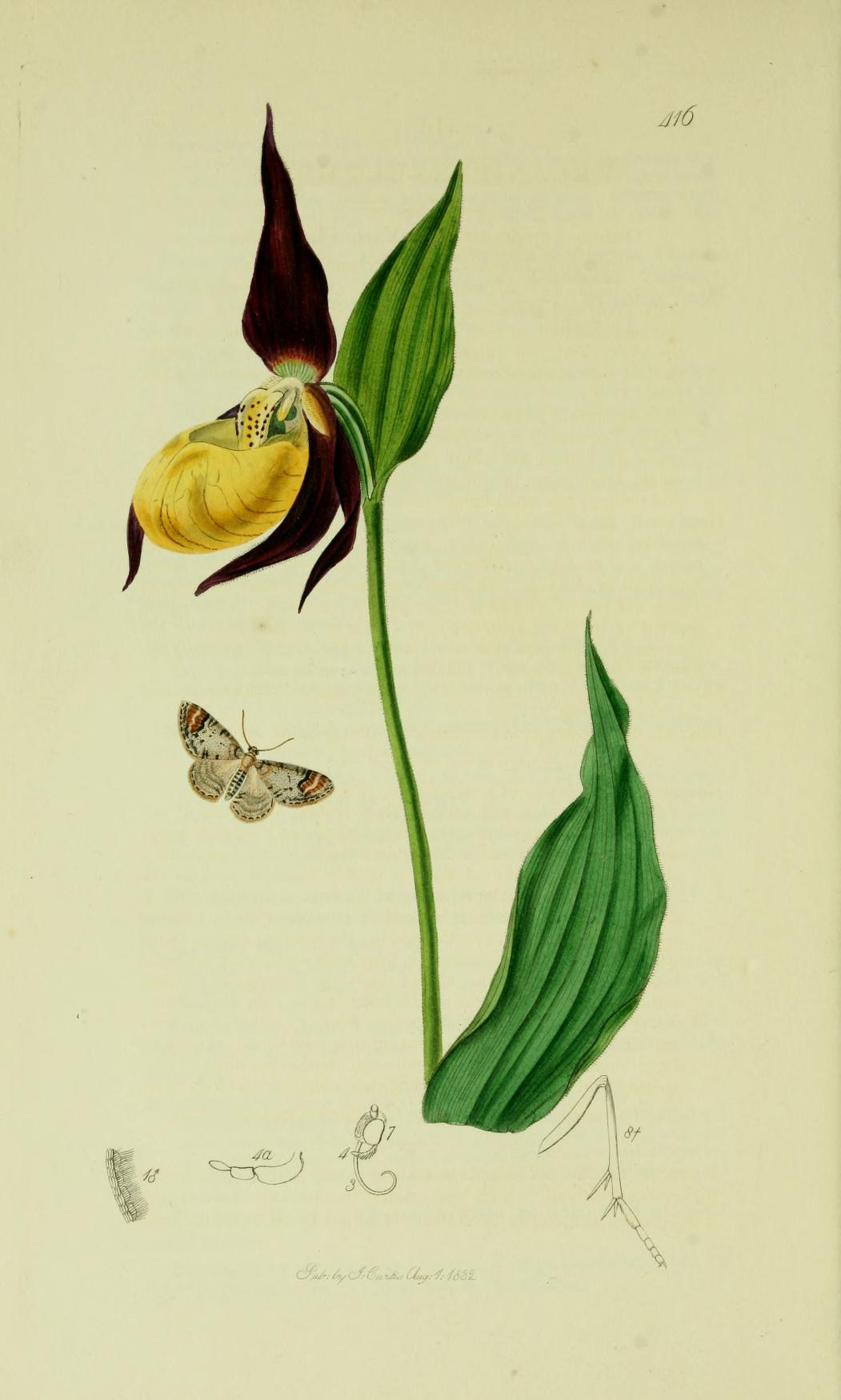
Venusia blomeri in una illustrazione di Curtis del 1840
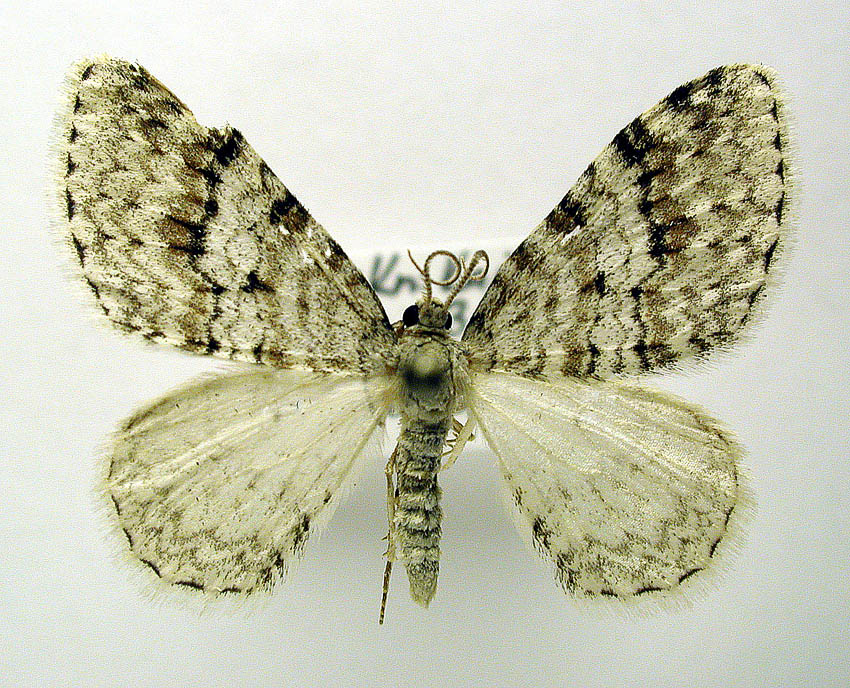
Venusia cambrica
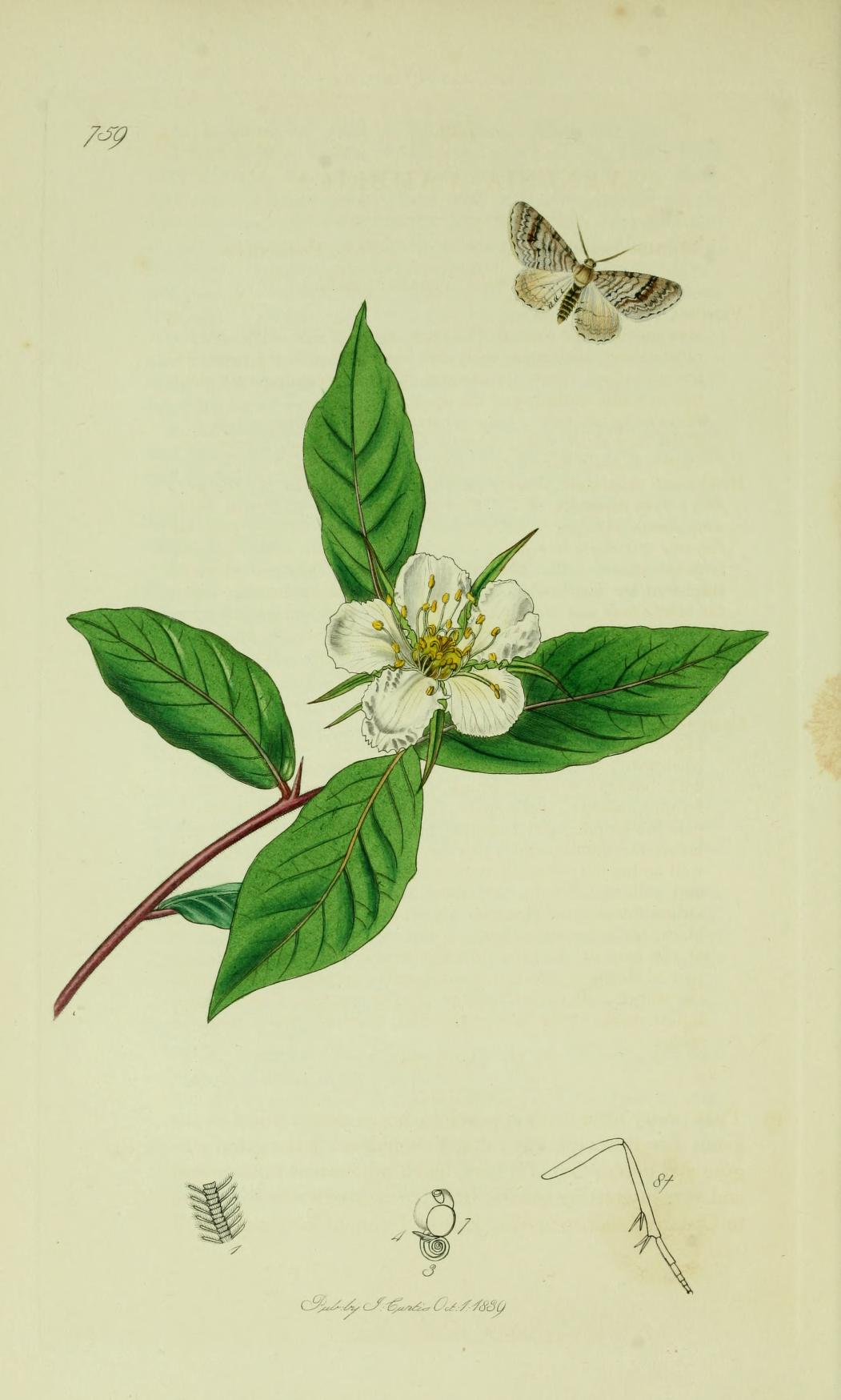
Venusia cambrica in una illustrazione di Curtis del 1840